# Bärbel Narnhammer
Bärbel Narnhammer (* 3. Dezember 1948) ist eine deutsche Politikerin und ehemaliges Mitglied des Bayerischen Landtags. 

## Leben und Politik
Bärbel Narnhammer machte nach der Schule eine Ausbildung als Kindergärtnerin. Sie arbeitete in ihrem Beruf und führte über mehrere Jahre eine Kindertagesstätte. Vor ihrem Landtagsmandat war sie tätig als Fachlehrerin. Sie ist verheiratet und hat einen erwachsenen Sohn.
Sie ist seit 1973 Mitglied der SPD. Für ihre Partei war sie von 1984 bis 1998 Gemeinderätin in Anzing sowie von 1984 bis Ende 2008 Mitglied des Kreistags im Landkreis Ebersberg. Dort war sie von 1990 bis 1996 auch weitere Stellvertreterin des Landrats. Von 1990 bis 2008 war sie Mitglied des Bayerischen Landtags. Zuletzt gehörte sie dem Ausschuss für Verfassungs-, Rechts- und Parlamentsfragen sowie dem Ausschuss für Eingaben und Beschwerden an. Zudem war sie stellvertretende Vorsitzende der bayerischen Datenschutzkommission und Kinderpolitische Sprecherin der SPD-Landtagsfraktion. Zur Landtagswahl in Bayern 2008 stand sie nicht mehr zur Wahl.
Neben der parteipolitischen Arbeit ist sie in verschiedenen Vereinen aktiv. Sie ist unter anderem Mitglied der Arbeiterwohlfahrt, des VdK, der Volkshochschule sowie dem Deutschen Kinderschutzbund.

## Ehrungen
- Bayerischer Verdienstorden
- Bundesverdienstkreuz am Bande (17. August 2004)[1]
- Bayerische Verfassungsmedaille
- Willy-Brandt-Medaille